# Vlado Šmit
Vlado Šmit (in serbo Владо Шмит?; Sremska Mitrovica, 6 aprile 1980) è un allenatore di calcio ed ex calciatore serbo, di ruolo difensore, tecnico in seconda del Osijek.

## Carriera

### Club
Inizia la sua carriera nel Milicionar e successivamente nello Železnik.
Dopo un prestito di 6 mesi, nell'estate 2002 Šmit firma un contratto che lo lega al Bologna per 4 anni. L'estate successiva viene prima girato in prestito ad Atalanta (con cui gioca 22 partite ed ottiene anche una promozione in Serie A) e Pescara (in cui ha subito molti infortuni), per poi chiudere le ultime due stagioni da titolare a Bologna.
Nell'estate del 2007 viene ceduto a titolo definitivo al Treviso. Nell'estate 2009, a seguito del fallimento del sodalizio veneto, rimane svincolato e viene acquistato dal Gallipoli, neopromosso in Serie B, per poi passare, il 1º febbraio 2010, alla SPAL in Prima Divisione in cambio di Luis Fernando Centi.
Il 21 agosto 2012, dopo la scomparsa della SPAL dal calcio professionistico, viene tesserato dal Cagliari, squadra di Serie A, con cui comunque non scende mai in campo in partite ufficiali.
Il 9 settembre 2012 cambia nuovamente squadra, trasferendosi liberamente al Triglav, squadra della massima serie slovena. Proprio il Triglav è stata la sua ultima squadra con cui ha militato per 6 anni prima di ritirarsi nel 2018.

### Nazionale
Ha giocato con la Nazionale Under-18 e Under-21 jugoslava.